# Table Hill (heuvel bij de Table Bay)

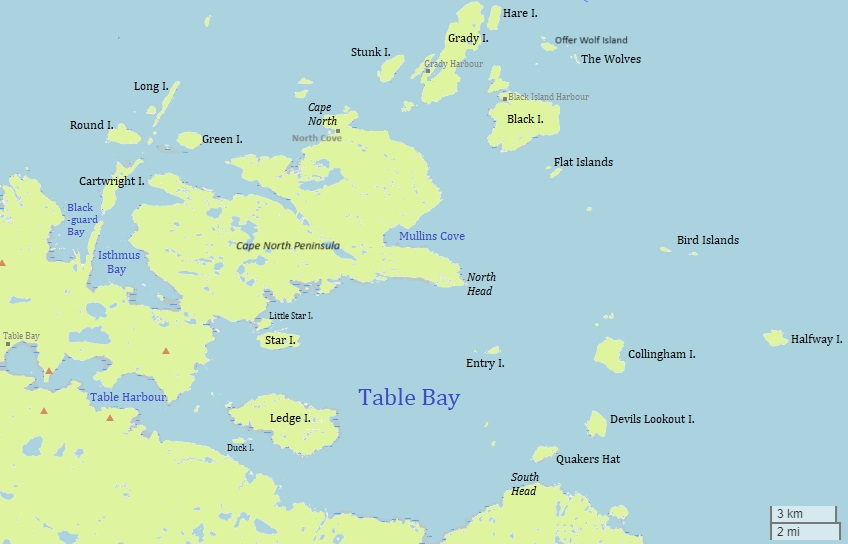
Kaart van de Table Bay en omgeving. De top van de Table Hill is aangeduid tussen de Isthmus Bay, Table Bay en Table Harbour (links)

De Table Hill is een heuvel in Newfoundland en Labrador, de oostelijkste provincie van Canada. De heuvel bevindt zich in het uiterste oosten van het schiereiland Labrador, aan de oevers van de ernaar vernoemde Table Bay.

## Geografie

### Ligging
De heuvel bevindt zich aan het westelijke uiteinde van de Table Bay, net ten noorden van de zijarm van die baai die bekendstaat als de Table Harbour. Ten noorden van de heuvel ligt de Isthmus Bay en ten noordoosten ervan ligt de landengte van het Cape North-schiereiland.
De 1,2 km brede vlakte tussen de Table Hill en de noordelijker gelegen Isthmus Bay bestaat uit een dichtbebost landschap met verscheidene kleine meertjes. De rest van de onmiddellijke omgeving is minder dichtbebost.
De heuvel ligt in een vrij afgelegen gebied op zo'n 26 km ten oosten van de gemeente Cartwright en 6 km ten oosten van de verlaten nederzetting Table Bay.

### Beschrijving
De Table Hill heeft enigszins steile flanken en een vrij vlakke en kale bovenkant, waardoor hij doet denken aan een kleine tafelberg. De heuvel reikt tot 129 m boven zeeniveau. Vanwege zijn nabijheid tot de kust en ligging in een voorts relatief vlak landschap is hij een opvallend zicht vanop de omliggende wateren en ook een goed uitkijkpunt.

## Wetenswaardig
De beroemde handelaar en ontdekkingsreiziger George Cartwright en diens gezelschap waren in de late 18e eeuw actief in de streek en gebruikten de Table Hill nu en dan als uitkijkpunt.